# Grammonota pergrata
Grammonota pergrata är en spindelart som först beskrevs av O. Pickard-Cambridge 1894.  Grammonota pergrata ingår i släktet Grammonota och familjen täckvävarspindlar.
Artens utbredningsområde är Guatemala. Inga underarter finns listade i Catalogue of Life.